# Lemland
Lemland is een schiereiland en gelijknamige gemeente die deel uitmaakt van de autonome eilandengroep Åland, gelegen in de Oostzee. De naam is afgeleid van 'limr', dat in het Oudzweeds 'aftakking' of 'geleding' betekent en betrekking heeft op verschillende zeearmen die diep in het land doordringen, en 'land', dat in het Oudzweeds 'hoeve' betekent.
Lemland is in het westen met een brug over het in 1882 door Russische krijgsgevangenen met de hand gegraven Lemströmkanaal verbonden met Jomala op het hoofdeiland van Åland; aan de noordoostkant eveneens met een korte brug aan Lumparland. Ten noorden van Lemland ligt Lumparn: een 1 miljard jaar oude oude, 9 km brede inslagkrater. Aan de zuidkant ligt de Oostzee. Ten oosten van de gemeente ligt de archipel Föglö.
Tot de gemeente behoren ook de eilanden Nåtö en Järsö, die via een lang aaneengeschakeld lint van eilandjes en schiereilandjes verbonden zijn met de hoofdstad van Åland: Mariehamn. De eilandengroep Kobba Klintar behoorde vroeger ook bij Lemland maar werd in 2005 aangekocht door de gemeente Mariehamn, en bij die gemeente getrokken. Ongeveer 24 kilometer ten zuiden van Mariehamn ligt het eilandje Lågskär dat ook tot de gemeente Lemland behoort.
Het oppervlak van de gemeente is 965 km², waarvan 113,22 km² landoppervlak; de overige oppervlakte is zee.

## Bevolking
De gemeente heeft 2.131 inwoners (2022). De voertaal is Zweeds: de officiële taal op heel Åland.

## Infrastructuur en economie

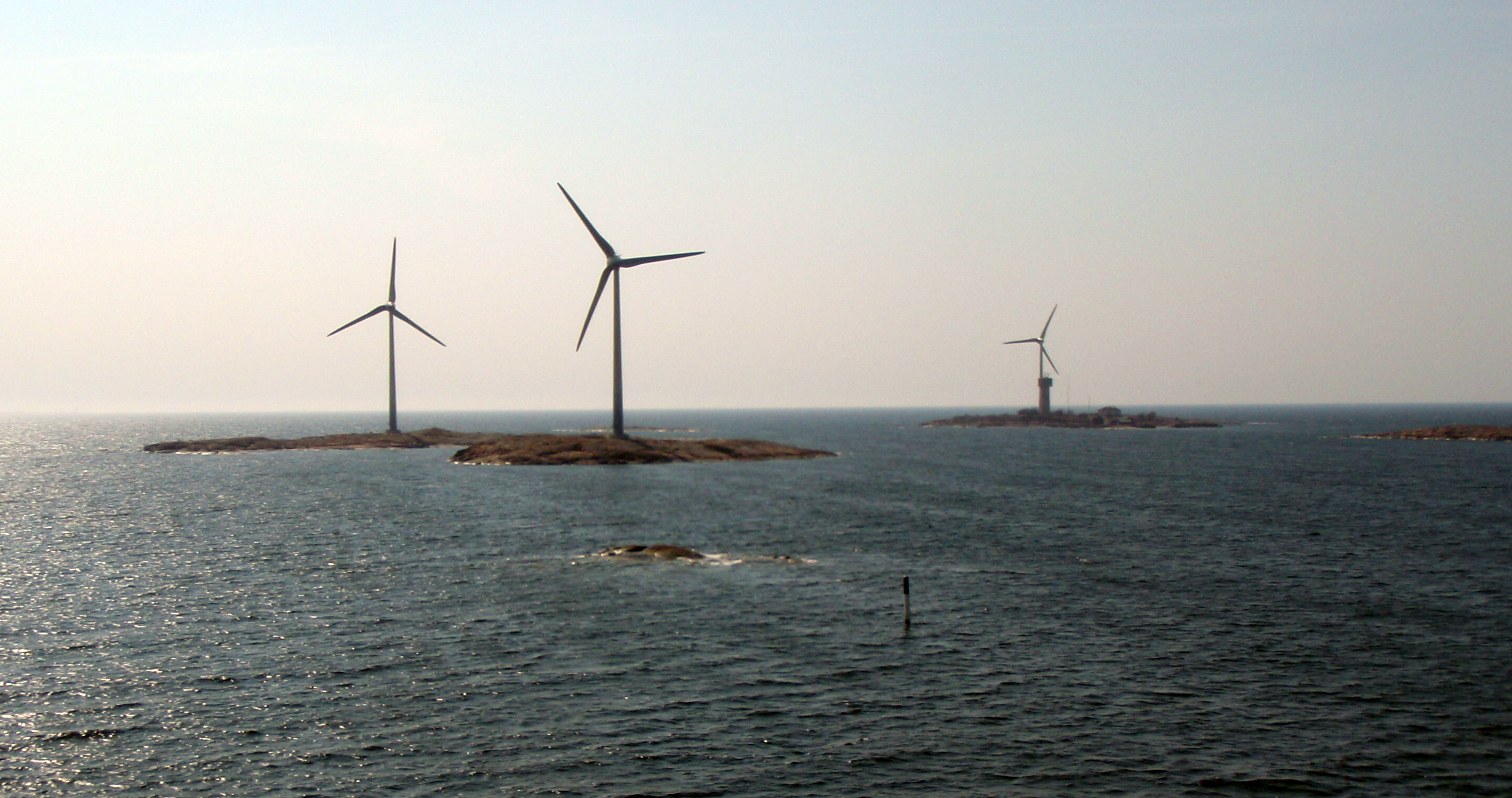
De scherenkust is zeer geschikt voor het opwekken van windenergie.

Lemland heeft verbindingen over de weg met het hoofdeiland en met Lumparland. Lemland heeft geen veerhavens. Tot de gemeente behoren 13 dorpjes en buurtschappen. 
Er zijn plannen geweest om een tunnel aan te leggen van Herrö, het zuidoostelijke schiereiland van Lemland, naar Föglö: de Föglötunnel. Deze optie bleek echter niet haalbaar.
Op Båtskär, een scherengroep ten zuiden van Mariehamn, staat een windmolenpark met een opgesteld vermogen van 15,9 MW.
Deze gemeente kent nagenoeg geen werkloosheid. Veel inwoners werken in Mariehamn.

## Geschiedenis

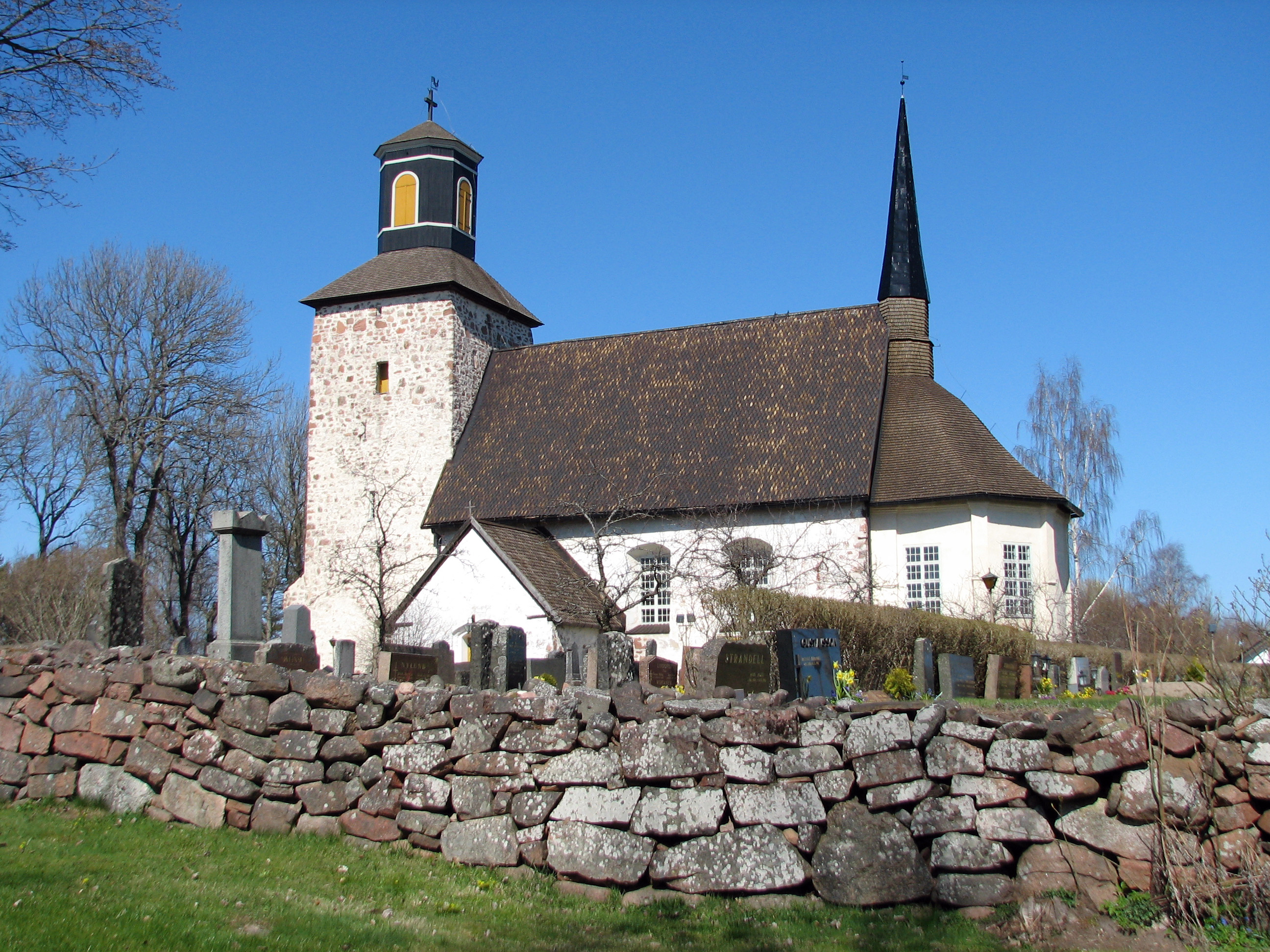
de Middeleeuwse kerk van Lemland

De oudst bekende bewoning stamt uit de ijzertijd. Op verschillende plaatsen op het eiland zijn grafheuvels uit die tijd te vinden.
De kerk van Lemland is gebouwd in de 13e eeuw en heeft wandschilderingen uit de 14e eeuw. In de eeuwen daarna is ze meerdere malen verbouwd en vergroot; voor het laatst in 1679. De kerk is gewijd aan Birgitta van Zweden en is een van de oudste van heel Finland.
Tijdens de Finse oorlog in 1808 had de Zweedse koning Gustav IV Adolf zijn hoofdkwartier in de pastorie van de kerk van Lemland.

## Bezienswaardigheden, natuur

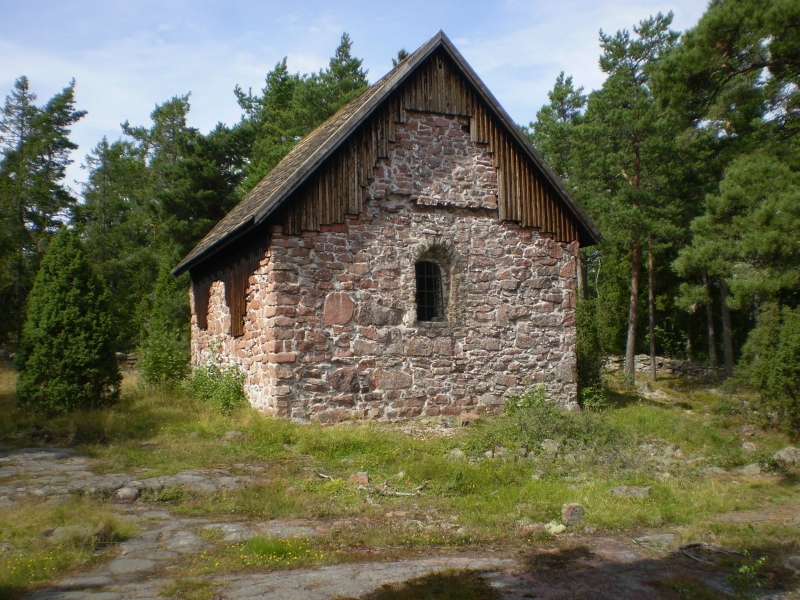
Schipperskapel van Lemland

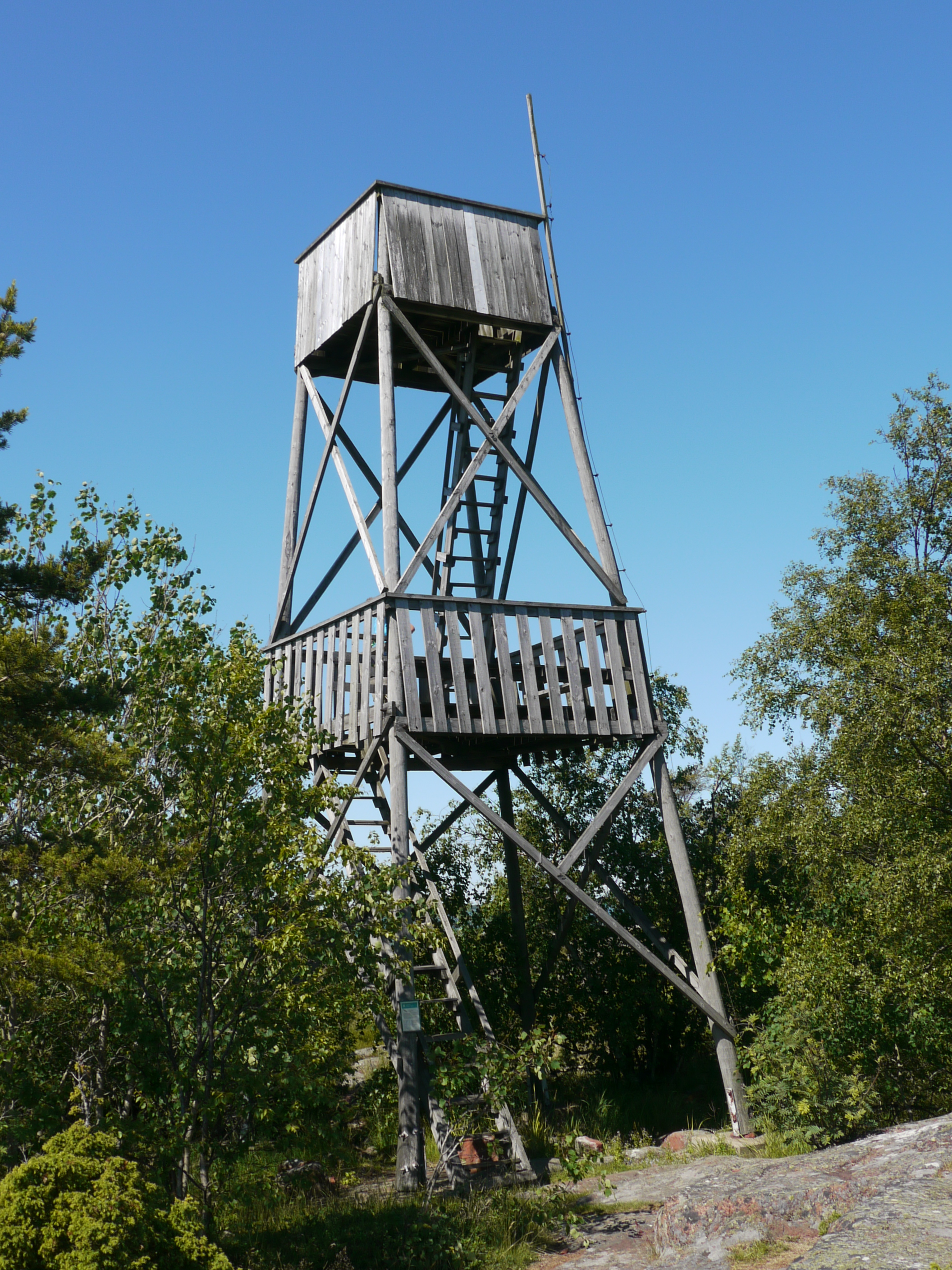
Uitkijktoren op Herrö, het uiterste zuidpuntje van Lemland

- In Lemböte - in het uiterste noordwesten van Lemland - staat een kapelletje, gewijd aan Sint Olof, dat in de middeleeuwen is gebouwd en diende voor zeelieden die van Denemarken naar de Baltische staten voeren en hier in de natuurlijke haven vaak een tussenstop maakten. Toen in de 16e eeuw steeds grotere schepen gebouwd werden die de oversteek in één keer maakten, raakte deze kapel in onbruik en werd een ruïne. In 1840 is in deze ruïne een schat gevonden van 270 middeleeuwse munten. Deze is nu te bewonderen in het Ålandmuseum te Mariehamn. Doordat de kapel muren had van ongeveer 1 meter dik, heeft ze toch de tand des tijds overleefd en is in 1892 gerestaureerd. Op feestdagen wordt ze nu soms weer als kerk gebruikt.
- Vlak bij deze kapel is een replica van een klein koggeschip te zien, en er is een aantal grafheuvels uit de bronstijd.
- De bibliotheek van Lemland is - afgezien van de boekencollectie - ook als gebouw een bezoek waard.
- Bij het dorp Bistorp ligt het natuurreservaat 'Bistorp Stenåkrar'.
- Het zuidoostelijke schiereiland Herrö heeft natuurgebied met daarin op het uiterste zuidpuntje een uitkijktoren.

## Geboren
- Gustaf Erikson, oprichter en naamgever van Ålands oudste rederij